# Agesilao II
Agesilao II (en griego antiguo Ἀγησιλάος), (444 a. C.-358 a. C.) fue un rey de Esparta de la familia de los Euripóntidas y comandante de su ejército durante la mayor parte de la hegemonía espartana (404-371). Reinó desde el 398 a. C. hasta su muerte. Tomó el trono con la ayuda de Lisandro de Esparta, mientras luchaba contra Persia. Derrotó a Tebas, Atenas, Argos y Corinto, en la guerra de Corinto (395-387), a pesar de perder algo de terreno en el centro de Grecia y una batalla contra la flota persa en 394 a. C. Disolvió la Liga Beocia, pero las batallas de los años posteriores contra los beocios (371 y 370-361 a. C.) terminaron con la hegemonía espartana. Fue uno de los más grandes jefes militares de su época, y reputado por su honestidad y su valentía.

## Vida

### Primeros años

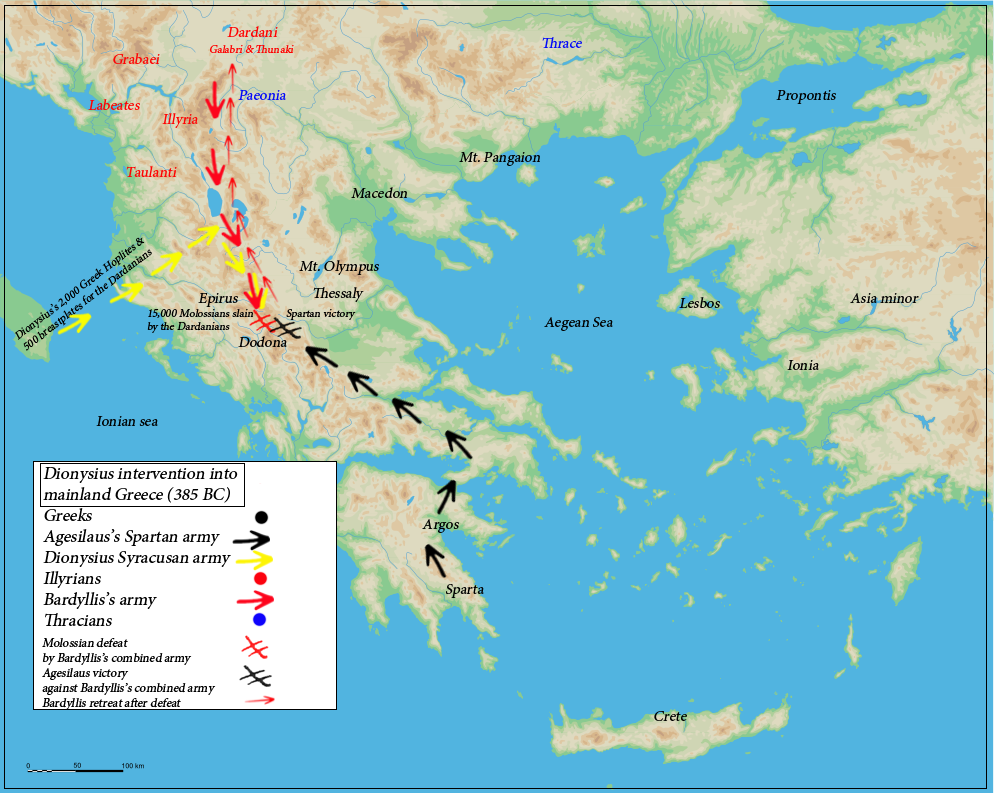
Agesilao expulsa a los ilirios de Epiro.

Era el hijo menor de Arquidamo II y Eupolia, y era medio hermano del rey Agis II. Recibió el apoyo de Lisandro para apartar a su sobrino Leotíquidas del trono, hijo de Agis, al que Agesilao había declarado ilegítimo, por la sospecha de que era hijo de Alcibíades.

### Ascenso al trono
Sucedió a Agis en el 398 a. C., y reinó conjuntamente con Pausanias (398 a. C.-395 a. C.), Agesipolis I (398-380 a. C.), Cleómbroto I (380-371 a. C.), Agesípolis II (371-370 a. C.) y Cleómenes II (370-361 a. C.) de la familia de los Agíadas.
El éxito de Agesilao fue debido en gran parte a su eispnelas (amor pederástico) por Lisandro, quien esperó encontrar en él una herramienta para sus ambiciones políticas; en esta esperanza, sin embargo, Lisandro fue decepcionado, el creciente poder de Agesilao pronto condujo a su caída.

### Campaña militar en Asia
Poco después de que Agesilao ascendiera al trono espartano, llegaron noticias de Asia de que el rey persa estaba construyendo una armada para desafiar la supremacía de Esparta en el mar. Persuadido por Lisandro, Agesilao decidió dirigir un ejército a Asia para reprimir a los persas y garantizar la independencia de las ciudades estados griegas de Jonia, que pasaron a ser clientes de Lisandro. Agesilao pidió a la Asamblea espartana treina oficiales espartiatas, dos mil neodamodes (ilotas liberados) y seis mil aliados. El ejército llegó a Éfeso en la costa jónica en 396 a. C. A partir de entonces Agesilao tuvo un enfrentamiento con Lisandro, quien fue calurosamente recibido por los lugareños, ignorando su evidente cojera, y sus ropas gastadas. En un esfuerzo por reparar el daño, Lisandro fue enviado en una misión de hacer alianza con los rebeldes del príncipe persa Espitridates, que se unió a los griegos con una fuerza de doscientos jinetes.
Mientras tanto, Tisafernes, sátrapa persa, reunió con cautela a sus fuerzas, para ganar tiempo estuvo negociando con Agesilao sobre el estatuto de las ciudades jónicas. Las negociaciones se suspendieron una vez que Tisafernes hubo completado sus preparativos para la guerra, pero Agesilao se movió primero, fingiendo ir hacia Caria Tisafernes llevó a su ejército allí y luego se volvió e invadió Frigia, el reino de Farnabazo. Luego llegó a Éfeso, donde vendió a los cautivos frigios y sus ropas por separado. Mientras Agesilao se preparaba para su próxima campaña, reunió a los efesios para la guerra. Agesilao le dijo a los nobles efesios que si no querían servir en la milicia dieran cada uno un caballo y un hombre, y como éstos fueron muchos, dieron Agesilao una fuerza dos mil hippeis (caballeros).
Agesilao hizo saber que su campaña siguiente iría contra Lidia. Tisafernes, después de haber caído en la estratagema anterior de Agesilao y consciente del éxito de crear un cuerpo de caballería,  supuso que el rey espartano marcharía a través de Caria, cuyo terreno podría ayudar a proteger a los hoplitas griegos contra los jinetes persas. Pero Agesilao invadió Lidia llegando hasta los campos de Sardes, tal como había anunciado. Tisafernes se movió rápidamente para cortar la fuerza griega. Agesilao, con su ejército intacto, dio la batalla, avanzando con su infantería ligera de peltastas y su caballería contra los jinetes persas, y con sus hoplitas en la retaguardia. Los persas dieron paso en desbandada, perdiendo mucho en la huida, entre ellos el botín de su campamento.
Como consecuencia de sus dos fracasos, Tisafernes fue destituido de su cargo y su cabeza fue cortada por Titraustes, por orden del rey persa como un ofrecimiento de paz para Agesilao. Titraustes prometió un gran homenaje al rey de Esparta, si se retiraba de Asia, a lo que Agesilao dijo que sólo los lacedemonios podrían autorizar dicho tratado. Con todo, queriendo manifestar algún reconocimiento a Titraustes por haber castigado a Tisafernes, condujo el ejército a Frigia, recibiendo de aquel en calidad de viático treinta talentos, donde hizo su campamento, para incomodidad de Farnabazo. Estando en una posición de poder, Agesilao hizo alianzas con varias ciudades griegas y persas, y recibió regalos de numerosas ciudades. La alianza más importante fue con Cotis, rey de Paflagonia. Después de arreglar el matrimonio de la hija de Espitrídates con el rey Cotis, Agesilao fue capaz de asegurarse los servicios de mil jinetes y dos mil infantes ligeros paflagonios para su próxima campaña. 
Estableciendo con sus aliados, Agesilao volvió a invadir Frigia, Farnabazo cuyo gobernante no estaba dispuesto a enfrentarse en el campo con sus fuerzas inferiores en número. Farnabazo llegó hasta la bahía y fue derrotado por un ejército al mando de Espitrídates y el espartano Herípidas, que cayó en una disputa por el saqueo desenfrenado. Forzado por el oficial espartano a entregar su botín, Espitrídates se retiró con los paflagonios a Sardes, suceso que se dice fue sumamente desagradable para Agesilao. 
Mientras tanto, el rey de Persia, Artajerjes II molesto por los informes de las virtudes de Agesilao y de tener que hacer frente a las rebeliones en sus dominios de Asia, trató de resolver su problema mediante el envío de embajadas a Atenas y Tebas con grandes sobornos para reabrir las hostilidades contra los espartanos en Grecia.

### Regreso a Grecia
Se dijo que estaba planeando una campaña en el interior, o incluso un ataque contra el propio rey persa Artajerjes II mismo, cuando fue llamado a Grecia, tras la muerte de Lisandro, debido a la guerra entre Esparta y las fuerzas combinadas de Atenas, Tebas, Corinto, Argos y algunos estados menores. Una rápida marcha a través de Tracia y Macedonia le llevó a Tesalia, donde rechazó a la caballería tesalia que trató de impedírselo. 
Reforzado con tropas focenses y orcomenias y un ejército espartano, se encontró con las fuerzas confederadas en Queronea en Beocia (394 a. C.), y en una batalla ferozmente disputada fue técnicamente el vencedor, pero el éxito fue estéril, ya que tuvo que retirarse a través de Delfos hasta el Peloponeso. Poco antes de esta batalla la flota espartana, de la que había recibido el mando supremo, fue totalmente derrotada en Cnido, por una poderosa flota persa bajo el mando conjunto de Conón y de Farnabazo.

### Guerra de Corinto
Posteriormente Agesilao tomó una parte prominente en la guerra de Corinto, haciendo algunas expediciones con éxito en territorio corintio y capturando el puerto del Lequeo por segunda vez en la guerra. La pérdida, sin embargo, de una mora lacedemonia a manos del estratego ateniense Ifícrates neutralizó estos éxitos y Agesilao regresó a Esparta.

### Últimas campañas
En 389 a. C. condujo una campaña en Acarnania, pero dos años más tarde la Paz de Antálcidas, calurosamente apoyada por Agesilao, puso fin a las hostilidades. Cuando la guerra estalló de nuevo con Tebas invadió dos veces Beocia  (378 a. C., 377 a. C.) de nuevo con Tebas, y aconsejó que a Cleómbroto I se le ordenara marchar contra Tebas en 371 a. C. Cleómbroto fue derrotado por Epaminondas en la batalla de Leuctra (371 a. C.) y la supremacía espartana terminó.
En 370 a. C. Agesilao intentó restaurar el prestigio espartano con la invasión del territorio mantineo, y su prudencia y heroísmo salvó a Esparta cuando sus enemigos, conducidos por Epaminondas, penetraron en Laconia el mismo año, y de nuevo en 362 a. C. cuando ellos consiguieron capturar la ciudad con una rápida e inesperada marcha. La batalla de Mantinea, en la que Agesilao no tomó parte, fue seguida de una paz general: Esparta, sin embargo se mantuvo distante, esperando incluso recuperar su supremacía. Durante una veintena de años la había mantenido.
Para ganar dinero para la prosecución de la guerra Agesilao había apoyado a unos sátrapas sublevados, y en 361 a. C. fue a Egipto a la cabeza de una fuerza mercenaria, para ayudar a Teos contra Persia. Pronto transfirió sus servicios al primo y rival de Teos, Nectanebo II, quien, a cambio de su ayuda, le dio una suma de unos 200 talentos. Agesilao murió a la edad de 83 años, después de un reinado de 41 años.

## Semblanza
Plutarco y Cornelio Nepote escribieron la historia de su vida y Jenofonte compuso su Agesilao.
Agesilao era de pequeña estatura y apariencia corriente, y estaba algo cojo desde que nació. Estos hechos fueron utilizados como argumento contra su sucesión, un oráculo había advertido a Esparta contra un reinado «cojo». Era un líder con éxito en la guerrilla, alerta y rápido, cauto, un hombre, además, cuya valentía personal era incuestionable. Como estadista ganó tantos partidarios entusiastas como enemigos acérrimos, pero de su patriotismo no cabe ninguna duda. Vivió en el estilo más frugal igual en casa que en el campo, y aunque sus campañas fueron emprendidas en gran parte con botín seguro, se contentaba con enriquecer al estado y sus amigos y regresar tan pobre como había partido. El peor rasgo de su carácter era su odio implacable a Tebas, que condujo directamente en la batalla de Leuctra a la caída de la posición de supremacía de Esparta.
Según Plutarco, una vez le preguntaron si quería erigir un monumento conmemorativo en su honor. Contestó lo siguiente: «Si he hecho alguna acción noble, eso es suficiente conmemoración; si no he hecho nada noble todas las estatuas del mundo no preservarán mi memoria.» (en griego: Εἰ γὰρ τι καλὸν ἔργον πεποίηκα, τοῦτο μνημεῖον ἐστίν; εἰ δὲ μηδὲν, οὐδ' οἱ πάντες ἀνδριάντες.)
Su hermana Cinisca se convirtió en la única mujer de la antigüedad en ganar en los antiguos juegos olímpicos.

Nunca ataques a un hombre sin nada que perder, porque se defenderá con la fuerza de diez hombres.